# Sverre Andersen
Pour les articles homonymes, voir Andersen.
Sverre Andersen, né le 9 octobre 1936 à Stavanger et mort le 1er novembre 2016 dans sa ville natale, est un footballeur international norvégien qui évolue au poste de gardien de but.

## Biographie

### Carrière en club
Sverre Andersen réalise l'intégralité de sa carrière au Viking Stavanger, club où il joue pendant 19 saisons, de 1952 à 1971. Il remporte avec cette équipe un titre de champion de Norvège et deux Coupes de Norvège.

### Carrière internationale
Il est sélectionné à 41 reprises en équipe de Norvège entre 1956 et 1968. 
Il honore sa première sélection le 26 mai 1956, contre la Finlande (score 1-1). Il joue son dernier match contre la Pologne le 9 juin 1968 (défaite 6-1).
Il joue deux matchs lors des éliminatoires du mondial 1958, et un match lors des éliminatoires du mondial 1966.

### Carrière d'entraîneur
Après avoir raccroché les crampons, il devient par intermittence entraîneur de son club de cœur, le Viking Stavanger. Il prend part à la Coupe d'Europe des clubs champions en 1973.

## Palmarès

### Joueur
- Champion de Norvège en 1958 avec le Viking Stavanger
- Vainqueur de la Coupe de Norvège en 1953 et 1959 avec le Viking Stavanger

### Entraîneur
- Champion de Norvège en 1973 avec le Viking Stavanger